# Obaldía (Panama)
Obaldía è un comune (corregimiento) della Repubblica di Panama situato nel distretto di La Chorrera, provincia di Panama. Si estende su una superficie di 34,6 km² e conta una popolazione di 549 abitanti (censimento 2010).